# کوه سنین
کوه سنین (به عربی: جبل صنین) یک کوه در لبنان است که در شهرستان کسروان واقع شده‌است. کوه سنین ۲٬۶۲۸ متر بالاتر از سطح دریا واقع شده‌است.